# Liste des croiseurs de bataille de l'United States Navy

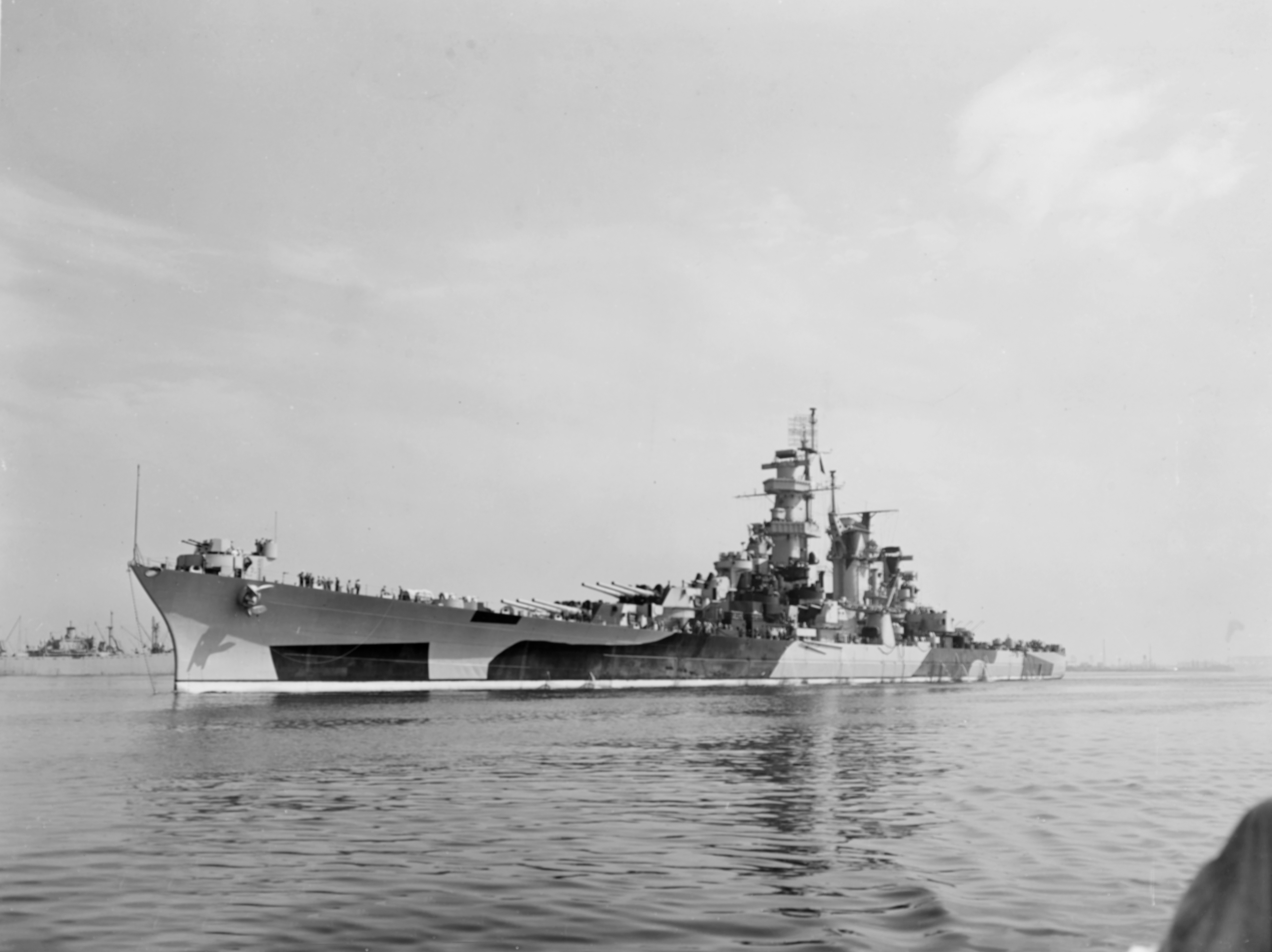
Le croiseur américain USS Alaska (CB-1), photographié le 30 juillet 1944 au large du chantier naval de Philadelphie.

La liste qui suit constitue la liste des croiseurs de bataille de l'United States Navy, la marine de guerre des États-Unis.

## Classe Lexington
- USS Lexington (CC-2)
- USS Constellation (CC-2) - construction non terminée
- USS Saratoga (CC-3)
- USS Ranger (CC-4) - construction non terminée
- USS Constitution (CC-5) - construction non terminée
- USS United States (CC-6) - construction non terminée

## Classe Alaska
- USS Alaska (CB-1)
- USS Guam (CB-2)
- USS Hawaii (CB-3) (en)
- USS Philippines (CB-4) (construction annulée)
- USS Puerto Rico (CB-5) (construction annulée)
- USS Samoa (CB-6) (construction annulée)